# 圣特罗让莱班
圣特罗让莱班（法語：Saint-Trojan-les-Bains，法語發音：[sɛ̃ tʁɔʒɑ̃ le bɛ̃]）是法国滨海夏朗德省的一个市镇，位于该省西部奥莱龙岛的南端，属于罗什福尔区。

## 地理
圣特罗让莱班（45°50'29"N, 1°12'30"W）面积17.53 平方千米，位于法国新阿基坦大区滨海夏朗德省，该省份为法国西部滨海省份，北起旺代省，西临大西洋，南至吉倫特省，东南接多爾多涅省，东北接德塞夫勒省接壤，东临夏朗德省。
与圣特罗让莱班接壤的市镇（或旧市镇、城区）包括：奥莱龙堡、大维拉日普拉日。

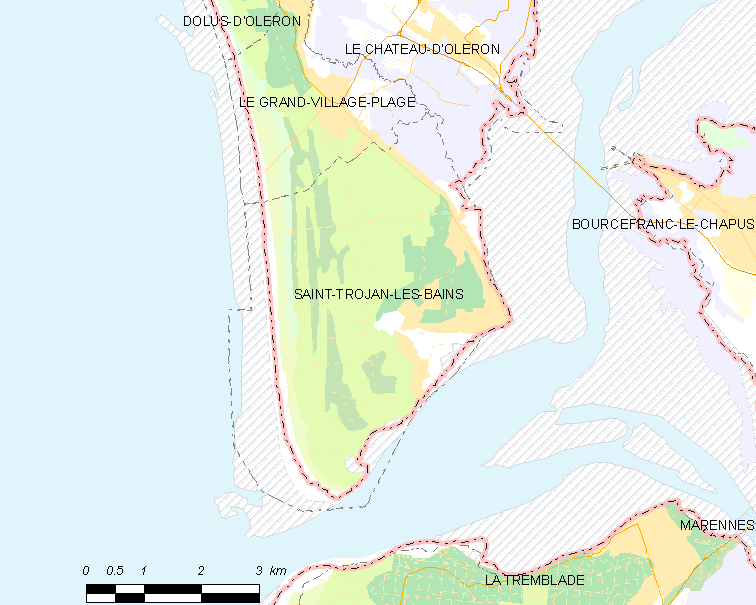
圣特罗让莱班的OSM定位图

圣特罗让莱班的时区为UTC+01:00、UTC+02:00（夏令时）。

## 行政
圣特罗让莱班的邮政编码为17370，INSEE市镇编码为17411。

## 政治
圣特罗让莱班所属的省级选区为奥莱龙岛县。

## 人口

1962-2008年间圣特罗让莱班人口变化图示

圣特罗让莱班于2022年1月1日时的人口数量为1118人。